# 1519
Évszázadok: 15. század – 16. század – 17. század
Évtizedek: 1460-as évek – 1470-es évek – 1480-as évek – 1490-es évek – 1500-as évek – 1510-es évek – 1520-as évek – 1530-as évek – 1540-es évek – 1550-es évek – 1560-as évek
Évek: 1514 – 1515 – 1516 – 1517 –  1518 – 1519 – 1520 – 1521 – 1522 – 1523 – 1524

## Események

### Határozott dátumú események
- február 21. – A zsidókat kiutasítják Regensburgból.[1]
- április 1. – II. Lajos magyar király és I. Szelim oszmán szultán három évre szóló fegyverszünetet köt.[2]
- május 28. – ecsedi Báthori Istvánt nádorrá választják.[3]
- június 17. – Brandenburgi János feleségül veszi Foix Germána özvegy aragón királynét.[forrás?]
- június 27.–július 16. – A lipcsei disputa(wd) Luther Márton, Andreas Karlstadt és Johann Eck között.[4]
- augusztus 15. – Panamaváros alapítása.[5]
- szeptember 20. – Magellán föld körüli expedícióra indul.[6]

### Határozatlan dátumú események
- az év folyamán – Hernán Cortés és csapata megérkezik Mezo-Amerikába, kezdetét veszi az Azték Birodalom leigázása.[7]

## Születések
- január 18. – Jagelló Izabella magyar királyné erdélyi kormányzó († 1559)
- február 24. – François de Guise francia katolikus főnemes, politikus és hadvezér († 1563)
- április 13. – Medici Katalin francia királyné († 1589)
- június 12. ‑ I. Cosimo de’ Medici Firenze hercege († 1574)
- július 20. ‑ IX. Ince pápa († 1591)[8]

## Halálozások
- január 12. – I. Miksa német-római császár[9] (* 1459)
- január 15. – Vasco Núñez de Balboa felfedezője (* 1475)
- február 5. – Perényi Imre nádor
- május 2. – Leonardo da Vinci itáliai festő, szobrász, tudós (* 1452)
- május 4. – II. Lorenzo de’ Medici Firenze ura, Urbino hercege (* 1492)
- június 11. – Stephan Stieröchsel gyulafehérvári kanonok, erdélyi történetíró (* 1485)
- június 24. – Lucrezia Borgia, VI. Sándor pápa (Rodrigo Borgia) leánya (* 1480)